# Cornelius Marten Mellema
Cornelius Marten Mellema (Zwolle, 22 september 1911 – Amsterdam, 7 januari 1986) was een Nederlands componist, arrangeur en trompettist. Voor bepaalde werken gebruikte hij het pseudoniem Fred Marga.

## Levensloop
Mellema heeft muziek studeert met het hoofdvak trompet. Sinds 1932 speelde hij als beroepsmusicus in verschillende amusements- en showorkesten mee. Van 1949 tot 1965 was hij trompettist in het orkest van De Nederlandse Opera. Op advies en motivatie door Gerard Boedijn kwam hij met de blaasmuziekwereld in contact en werd goed bekend met de muziekuitgeverij van Jan Molenaar te Wormerveer. Voor Molenaar schreef hij een groot aantal bewerkingen van klassieke werken voor harmonie- en fanfareorkest. Die worden tot heden in de hele wereld gespeeld. 
Naast zijn grote lijst van bewerkingen heeft hij ook eigen werk gecomponeerd, vooral voor het medium blaasorkesten.

## Composities

### Werken voor harmonie- en fanfareorkesten
- 1963 Pug Nose (Mopneus), ouverture
- 1963 The Spirit of St. Louis, mars
- 1979 Toreador, paso-doble
- 1980 Die Ehre Gottes aus der Natur
- 1984 Sail Away, mars
- 1986 Prima Vista, mars
- Viva Alexandra
- Viva Mariska

### Werken voor tamboer- en pijperkorpsen
- Gloryland